# 一號鎮區 (堪薩斯州魯克斯縣)
一號鎮區（英語：Township 1）為美國堪薩斯州魯克斯縣轄下的鎮區。2010年美国人口普查中該鎮區人口有242人。

## 地理
一號鎮區涵蓋總面積為277.09平方（106.99平方英里），其中276.45平方（106.74平方英里）為陸地，0.64平方（0.25平方英里）或0.23%為水域。海拔高度512（1,680英尺）。

## 人口統計
根據2010年美國人口普查，一號鎮區人口有242人，住房155戶，人口密度為0.87人/每平方公里。此鎮區居民之種族中，白人有234人，非裔美國人有2人，美洲原住民有0人，亞裔美國人有4人，太平洋島裔美國人有0人，其他種族有1人，混血種族則有1人。此外此鎮區有1人為西班牙裔或拉丁裔美國人。

## 交通

### 主要公路
- 24號美國國道